# Mauritânia nos Jogos Olímpicos de Verão de 2008
A Mauritânia competiu nos Jogos Olímpicos de Verão de 2008 em Pequim, na China. O país estreou nos Jogos em 1984 e fez sua 7ª apresentação.

## Desempenho

### Atletismo
Masculino
| Atleta                 | Evento     | Preliminares | Preliminares | Semifinal   | Semifinal   | Final       | Final       |
| Atleta                 | Evento     | Marca        | Posição      | Marca       | Posição     | Marca       | Posição     |
| ---------------------- | ---------- | ------------ | ------------ | ----------- | ----------- | ----------- | ----------- |
| Souleymane Ould Chebal | 800 metros | 1m57s43      | 57º          | Não avançou | Não avançou | Não avançou | Não avançou |

Feminino
| Atleta         | Evento     | Preliminares | Preliminares | Quartas     | Quartas     | Semifinal   | Semifinal   | Final       | Final       |
| Atleta         | Evento     | Marca        | Posição      | Marca       | Posição     | Marca       | Posição     | Marca       | Posição     |
| -------------- | ---------- | ------------ | ------------ | ----------- | ----------- | ----------- | ----------- | ----------- | ----------- |
| Bounkou Camara | 100 metros | 13s69        | 79º          | Não avançou | Não avançou | Não avançou | Não avançou | Não avançou | Não avançou |